# Dromiciops mondaca
Dromiciops mondaca és una espècie de marsupial de la família dels microbiotèrids. És endèmic de la regió xilena de Los Ríos. L'holotip tenia una llargada total de 201 mm, la cua de 110 mm, els peus de 19 mm, les orelles de 16 mm i un pes de 15 g. L'espècie fou anomenada en honor del mastòleg xilè Fredy Mondaca. Com que fou descoberta fa poc, encara no se n'ha avaluat l'estat de conservació.